# Bambusa rongchengensis
Bambusa rongchengensis är en gräsart som först beskrevs av Tong Pei Yi och C.Y.Sia, och fick sitt nu gällande namn av De Zhu Li. Bambusa rongchengensis ingår i släktet Bambusa och familjen gräs. Inga underarter finns listade i Catalogue of Life.